# 4630 Bochum
Albums de Herbert Grönemeyer
Gemischte Gefühle
(1983) Sprünge
(1986)
Singles
1. Männer
Sortie : 4 juin 1984
2. Alkohol
Sortie : 8 octobre 1984
3. Flugzeuge im Bauch
Sortie : 4 février 1985

4630 Bochum est le cinquième album studio d'Herbert Grönemeyer, sorti en mai 1984 en disque vinyle  et en août 1984 en CD.

## Contexte
Premier album de l'artiste à être publié chez EMI après la fin de son contrat qui le liait au label Intercord, 4630 Bochum resta classé durant 79 semaines dans les charts allemands. Alors que l'album Thriller de Michael Jackson est l'album le plus vendu dans le monde en 1984, 4630 Bochum est lui l'album le plus vendu en Allemagne la même année, avec 2,5 millions d'exemplaires, ce qui lui vaut d'être à la troisième place des albums les mieux vendus sur le territoire allemand. Il est également certifié quintuple disque de platine. La sortie du single Männer, sorti moins d'un mois après la parution de l'album, a permis d'établir la notoriété de Grönemeyer en Allemagne.
La pochette montre le titre et le nom de l'artiste écrit à la main avec une craie blanche sur un fond noir dans le style d'une adresse :
Herbert
Grönemeyer
4630 Bochum
À l'époque, 4630 était le code postal de la ville de Bochum, où Grönemeyer a grandi et a travaillé en tant que musicien.

## Liste des titres
1. Bochum – 3:50
2. Männer – 4:00
3. Flugzeuge im Bauch – 3:54
4. Alkohol – 4:29
5. Amerika – 3:26
6. Für Dich da – 3:23
7. Jetzt oder nie – 4:57
8. Fangfragen – 4:17
9. Erwischt – 4:01
10. Mambo – 2:45

## Classements et certifications

### Classements hebdomadaires
| Classement (1984-85)         | Meilleure place |
| ---------------------------- | --------------- |
| Allemagne (Media Control AG) | 1               |
| Autriche (Ö3 Austria Top 40) | 7               |
| Suisse (Schweizer Hitparade) | 12              |

### Certifications
| Région                                                                                                 | Certification | Ventes/Streams |
| --- | ------------- | -------------- |
| Allemagne (BM)                                                                                         | 11 × Or       | 2 900 000^     |
| Autriche (IFPI)                                                                                        | 2 × Platine   | 100 000x       |
| Suisse (IFPI)                                                                                          | Platine       | 50 000x        |
| *Ventes selon la certification ^Mise en rayon selon la certification xNon précisé par la certification |               |                |